# Frank Facher
Frank Facher (ur. 11 czerwca 1989 w Olching) – niemiecki żużlowiec.

## Życiorys
Złoty medalista młodzieżowych indywidualnych mistrzostw Niemiec (2009). Brązowy medalista indywidualnych mistrzostw Niemiec (2009).
Finalista drużynowych mistrzostw świata juniorów (Abensberg 2007 – IV miejsce). Srebrny medalista drużynowych mistrzostw Europy juniorów (Rawicz 2008). Finalista indywidualnych mistrzostw świata juniorów (2010 – IX miejsce). Reprezentant Niemiec w eliminacjach drużynowego Pucharu Świata.
W lidze brytyjskiej reprezentował kluby z Berwick (2009) i Stoke (2010), natomiast w lidze polskiej kluby KM Ostrów Wielkopolski (2009) oraz PSŻ Poznań (2010–2011).